# 多莉·德·萊昂
多莉·恩肖·德·萊昂（英語：Dolly Earnshaw de Leon，生于1968年或1969年）是菲律宾电影、电视和戏剧女演员。她最出名的是她飾演电影《判決之後》、 《History of Ha》和《悲情三角》。由于她在《悲情三角》中的表演，她成为第一位獲得金球奖提名的菲律宾女演员；她被提名为金球獎电影最佳女配角。